# NGC 3208
NGC 3208 (również PGC 30180) – galaktyka spiralna z poprzeczką (SBc), znajdująca się w gwiazdozbiorze Hydry. Odkrył ją Ormond Stone w 1886 roku.
W galaktyce tej zaobserwowano supernową SN 2009jy.